# Nandou de Darwin
Rhea pennata
Pour les articles homonymes, voir Darwin.
Espèce
Synonymes
- Pterocnemia pennata

Statut de conservation UICN

 LC  : Préoccupation mineure
Statut CITES
Répartition géographique
- Rhea pennata garleppi
- Rhea pennata pennata
- Rhea pennata tarapacensis

Le Nandou de Darwin (Rhea pennata) est une espèce d'oiseaux de la famille des Rheidae.

## Description
Il mesure de 92 à 100 cm pour un poids de 15 à 25 kg.
Il peut atteindre une vitesse maximale de 60 km/h.

### Alimentation
Il se nourrit de graminées, de légumineuses et d'insectes.

### Relations sociales
En dehors de la période de reproduction, les nandous de Darwin sont plutôt sociables et vivent en petits groupes de cinq à trente individus, des deux sexes et de tous âges.

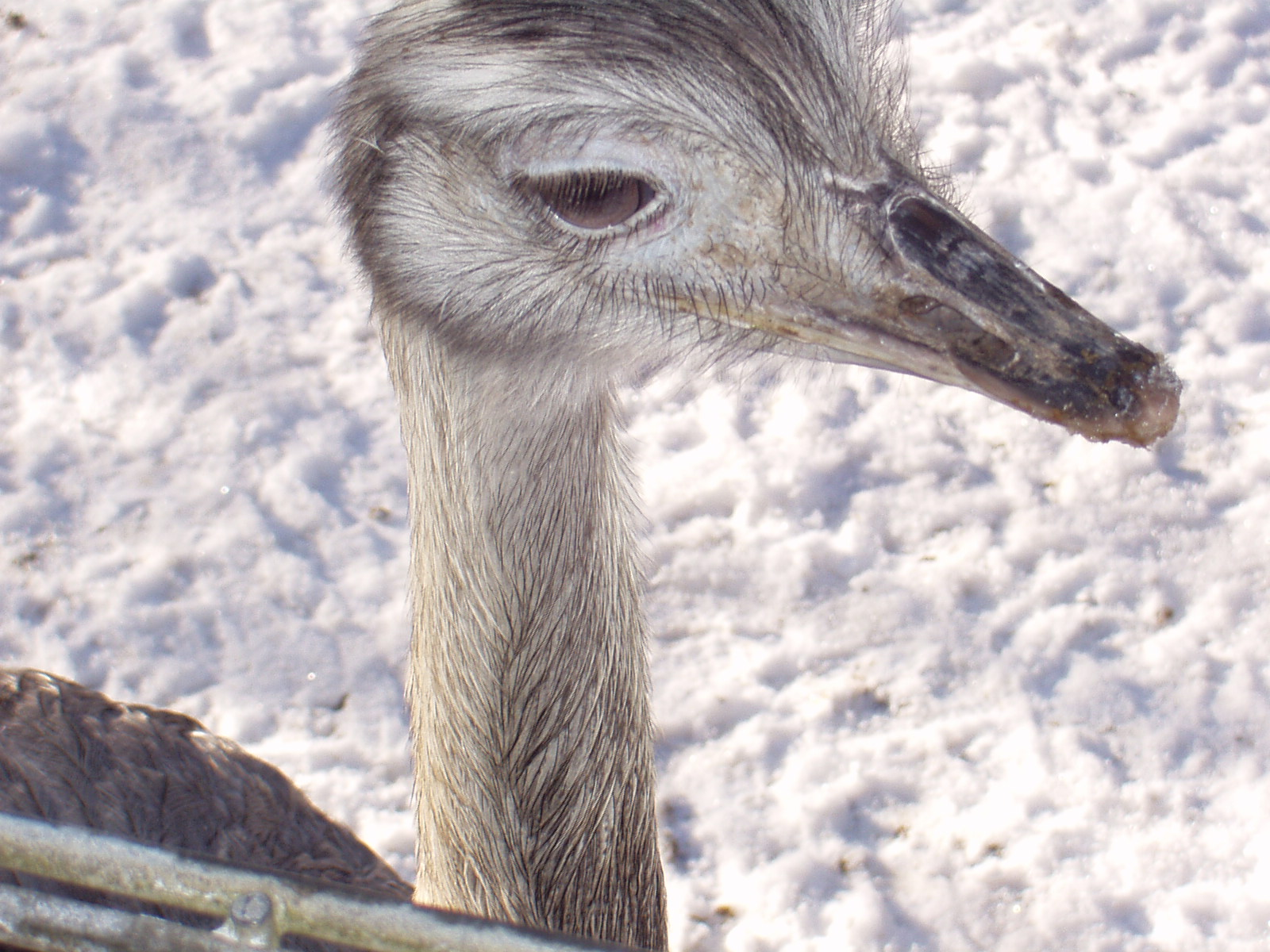
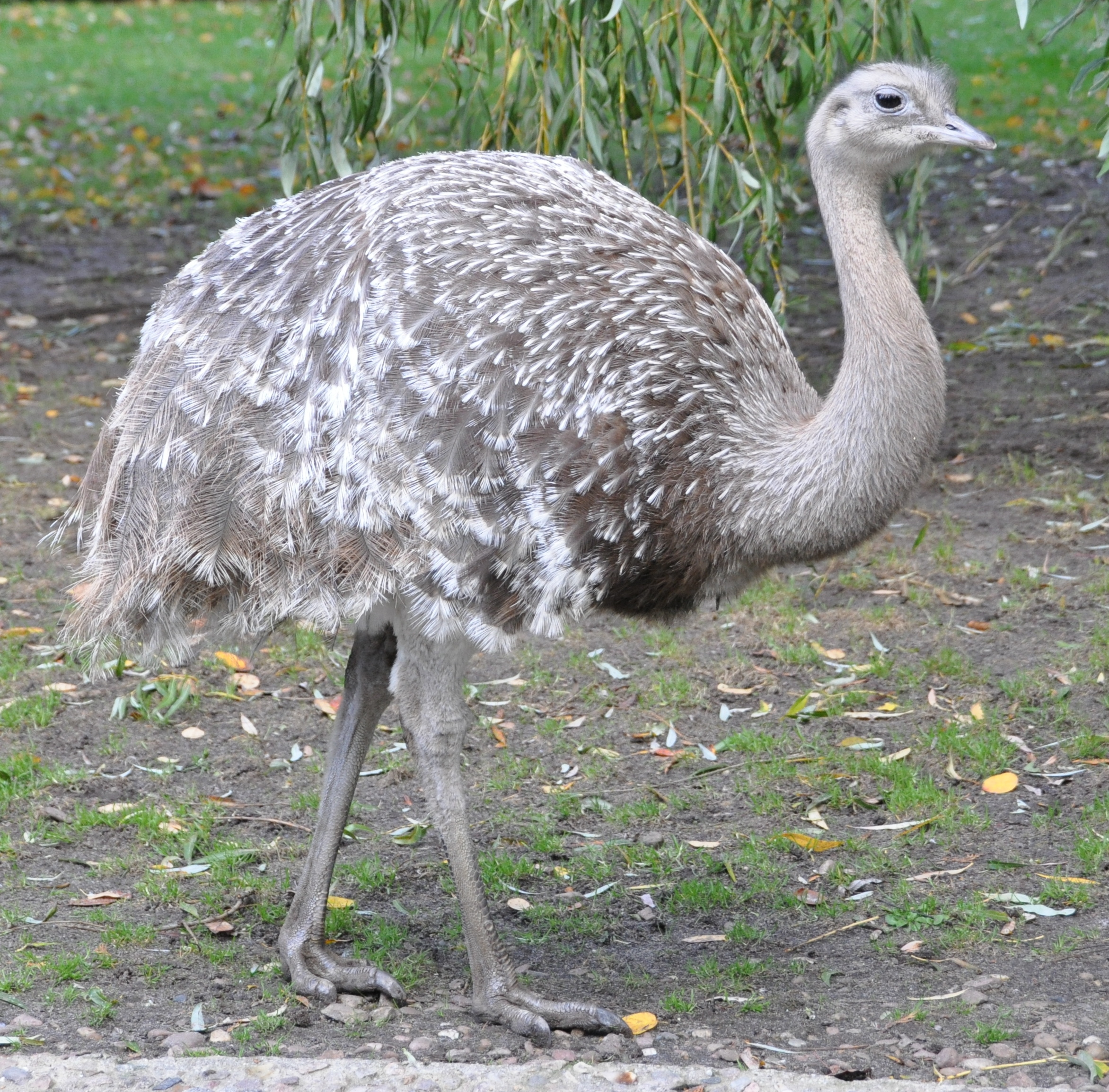
au parc ornithologique de Walsrode
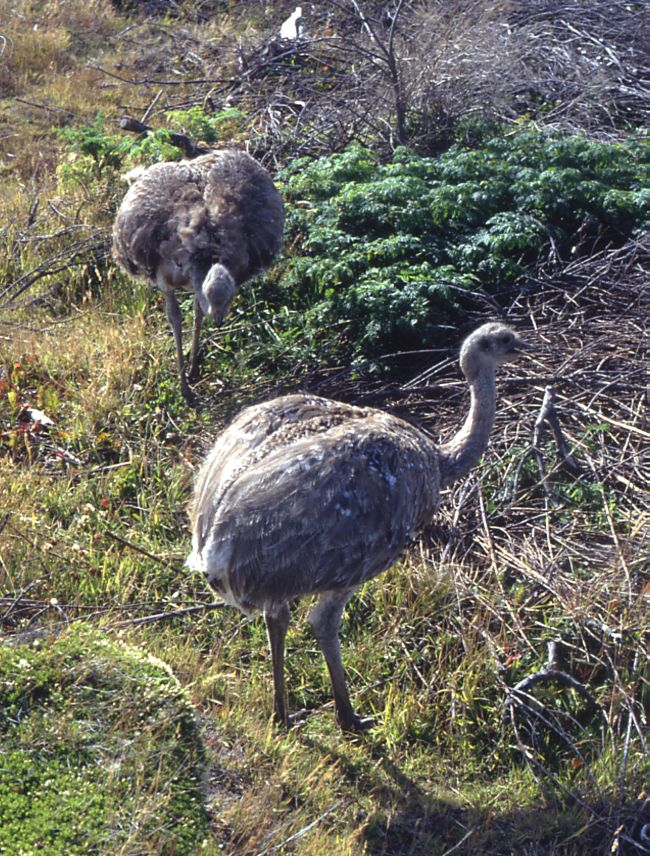
au parc national Torres del Paine
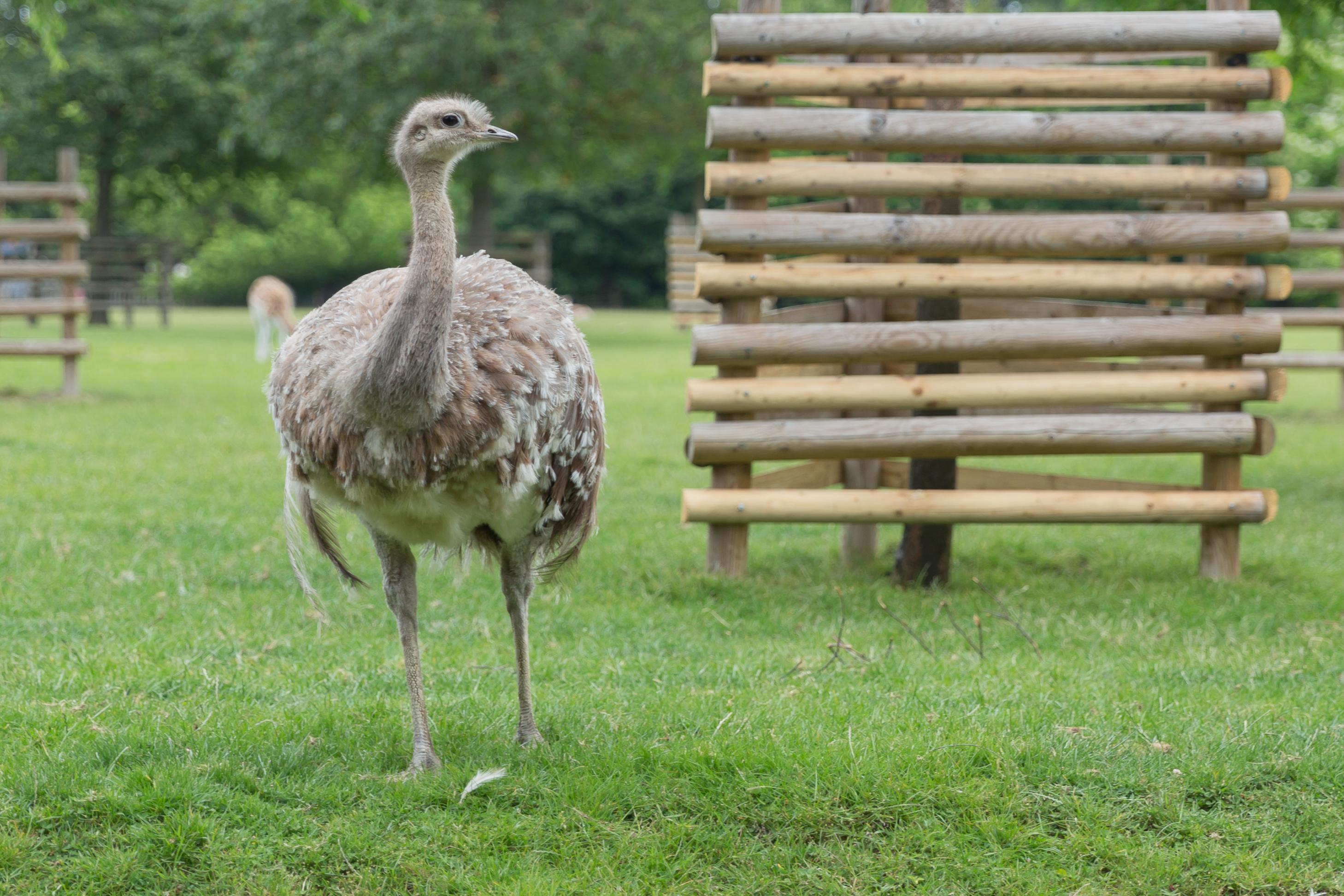
au parc de la Tête d'Or, Lyon
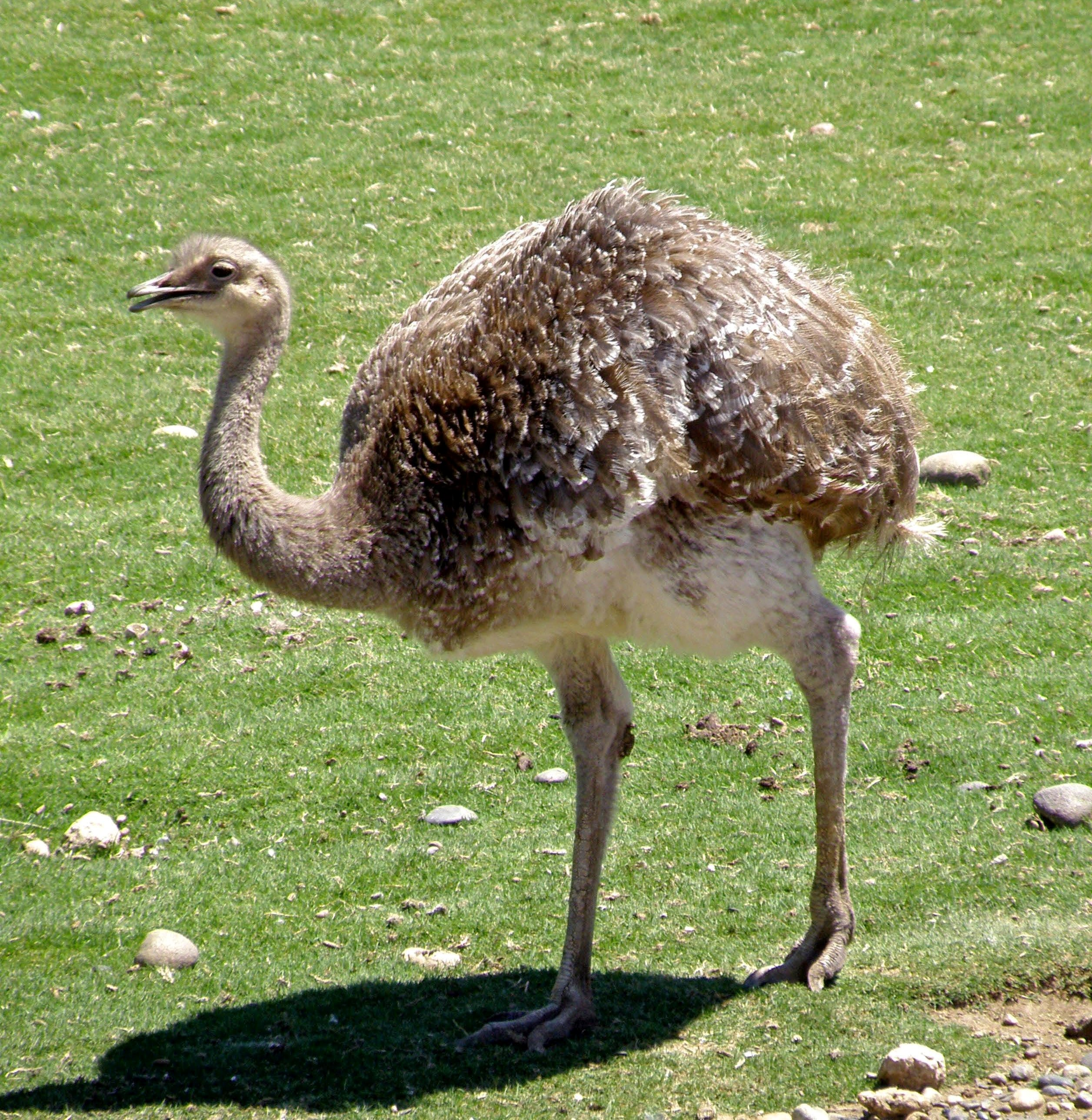

## Nidification
Les mâles deviennent agressifs durant la période de reproduction. La femelle pond ses œufs au-dehors du nid et le mâle en pousse la plupart à l'intérieur du nid. Certains œufs restent au-dehors, pourrissent et attirent les mouches : le mâle et, plus tard, les poussins, se nourrissent de ces œufs-là.
- Ponte : 2 à 5 œufs.
- Incubation: Entre 35 et 40 jours[2].
- Longévité : 30 ans[réf. nécessaire]

## Habitat et répartition
Ils vivent dans les pampas herbeuses de Patagonie et du plateau andin.

## Nomenclature et systématique
Charles Darwin le découvrit à Puerto Deseado lors de son tour du monde à bord du HMS Beagle.
Le nom nandou vient du guaraní ñandú guazu, ñandú signifiant 'araignée' et guazu 'grand', donc 'grande araignée', le plus probablement en relation avec leur habitude d'ouvrir et abaisser alternativement les ailes lorsqu'ils courent.

### Sous-espèces
Actuellement, il existe trois sous-espèces du Nandou de Darwin reconnues par le Congrès ornithologique international ainsi que par la majorité des références taxinomiques :
- Rhea pennata garleppi (Chubb, C, 1913) : du sud du Pérou au nord de l'Argentine
- Rhea pennata tarapacensis (Chubb, C, 1913) : nord du Chili
- Rhea pennata pennata d'Orbigny, 1837 : Patagonie

## Protection
Cet oiseau est relativement menacé, figurant sous le nom Pterocnemia pennata sur la liste des espèces de l'Annexe I de la Cites (Convention sur le commerce international des espèces de faune et de flore sauvages menacées d'extinction, dite convention de Washington). Seule la sous-espèce Pterocnemia pennata pennata est inscrite à l'annexe II.